# Municipio Santiago Mariño
Santiago Mariño es uno de los 18 municipios que conforman el estado Aragua. Se encuentra ubicado al norte del estado y tiene una superficie de 497 km² y una población de 224.880 habitantes (censo 2023), es el segundo municipio más poblado de Aragua. Su capital es la ciudad de Turmero.
Limita al norte, con el mar Caribe, al sur con los municipios Sucre, José Ángel Lamas y Francisco Linares Alcántara al este con el municipio Tovar y al oeste, con el municipio Girardot.

## Historia
Para 1650 la figura política-administrativa que existía en la era de la Parroquia de La Candelaria, bajo la jurisdicción de Valencia. Posteriormente, de acuerdo a la Constitución de la Provincia de Caracas sancionada en 1812 por el Congreso General de la Confederación de Venezuela, el territorio de esta Provincia se divide en Departamentos, Cantones y Distritos. A partir de ese entonces, Turmero pasa a pertenecer al Departamento de Los Valles de Aragua, con la Jerarquía de Cantón. En los mapas de la época se incluía en este cantón a las poblaciones de Cagua y Santa Cruz.
A partir de 1848 Aragua se convierte en provincia, separándose de Caracas. El cantón de Turmero se compone para ese momento de las Parroquias de Turmero y San Mateo.
En 1864 la provincia de Aragua se transforma en el Estado independiente según la Constitución del 22 de abril del mismo año.
No será hasta el 3 de enero de 1891 cuando se dicta la Ley de División Territorial del Gran Estado Miranda por la Legislatura de La Victoria. A partir de esa fecha esa misma Ley divide al Distrito Mariño, cuya cabecera es Turmero, en los Municipios Cagua, Santa Cruz, Turmero; así desaparece el antiguo Cantón de Turmero.
Otra fecha más importante es el año 1936, cuando el Distrito Mariño quedó formado por los Municipios Turmero, Cagua, Santa Cruz y Palo Negro. Finalmente, en el año de 1943 se separan los Municipios Santa Cruz y Cagua para dar origen al Distrito Sucre.
El distrito Mariño, compuesto por los poblados de Palo Negro y Turmero, se mantiene como tal hasta el 23 de octubre de 1986 cuando queda derogada la Ley de División Político-Territorial del Estado Aragua, sancionada por la Asamblea Legislativa el 16 de enero de 1967. Se constituye una nueva ordenación que contempla la formación de doce Municipios principales y doce Municipios foráneos.
Turmero se convierte en la capital del municipio Mariño, Palo Negro pasa a formar el municipio Libertador. La figura del distrito desaparece del estado Aragua, dando inicio a una concepción distinta en cuanto a la autonomía y toma de decisión de las ciudades a partir de sus propias realidades, fundamentada, básicamente, en las mejoras de los servicios públicos y en la adecuada participación ciudadana en la conducción del gobierno local.
El 9 de diciembre de 1987, mediante Gaceta Oficial, se hace una reforma parcial a la Ley de División Político-Territorial del estado Aragua, mediante la cual se modifica la estructuración de los municipios. Se consolida definitivamente el municipio Santiago Mariño, siendo su capital la ciudad de Turmero, conformando su territorio las parroquias: Alfredo Pacheco Miranda; Chuao; Pedro Arévalo Aponte; Samán de Güere y Turmero.

## Geografía
Se pueden distinguir tres zonas geográficas, la zona costera al norte que presenta temperaturas superiores a los 26 °C y 28 °C; la zona central un área montañosa de la cordillera de la Costa que es densamente boscosa con temperaturas de hasta 20 °C alcanzando hasta la capital del municipio por intermedio del Picacho de Turmero; y la zona sur un valle casi totalmente urbanizado con temperaturas que varían entre los 23 °C y 24 °C.

### Organización parroquial
| Parroquia                 | Superficie | Población (2023) | Densidad |
| ------------------------- | ---------- | ---------------- | -------- |
| Turmero                   | km²        | 74 768 hab.      | hab./km² |
| Arévalo Aponte            | km²        | 45 765 hab.      | hab./km² |
| Chuao                     | km²        | 2 253 hab.       | hab./km² |
| Samán de Güere            | km²        | 81 838 hab.      | hab./km² |
| Alfredo Pacheco Miranda   | km²        | 20 256 hab.      | hab./km² |
| Municipio Santiago Mariño | 521 km²    | 224 880 hab.     | hab./km² |

## Economía
Tiene la ventaja de tener conexión con el mar Caribe y en la zona sur con la ciudad de Maracay, esto hace que se desarrollen actividades financieras y comerciales importantes así como las relacionadas con los centros industriales y agrícolas. Debido a lo fértil del suelo del municipio la actividad agrícola es muy ventajosa respecto a otras áreas del estado Aragua, se produce naranja, mandarina, limón, aguacate, entre otros en cantidades importantes además del cacao de Chuao uno de los más famosos del mundo. La ciudad también se ha visto muy favorecida por las inversiones chinas (supermercados, confiterías y restaurantes) que siguen creciendo en este municipio. Así mismo, se destaca la economía informal (buhoneros) y los pocos centros comerciales (Randazzo, Mariño, Candelaria, etc.).

## Política y gobierno

### Alcaldes
| Período                            | Alcalde                          | Partido político / Alianza | % de votos | Notas |
| ---------------------------------- | -------------------------------- | -------------------------- | ---------- | --- |
| 1989 - 1992                        | Efren Rodríguez                  | MAS                        | 47,02      | Primer alcalde bajo elecciones directas                                                                                |
| 1992 - 1995                        | José Gregorio Hernández Martinez | MAS                        | 42,52      | Segundo alcalde bajo elecciones directas                                                                               |
| 1995 - 2000                        | José Gregorio Hernández Martinez | MAS                        | -          | Reelecto (se realizaron elecciones generales adelantadas en el 2000 debido a la aprobación de la Constitución de 1999) |
| 2000 - 2004                        | Efren Rodríguez                  | LCR                        | 39,53      | Tercer alcalde bajo elecciones directas                                                                                |
| 2004 - 2008                        | Francisco Gerratana              | PODEMOS                    | 62,19      | Cuarto alcalde bajo elecciones directas                                                                                |
| 2008 - 2013                        | Tivisay Guevara                  | PSUV                       | 51,39      | Quinto alcalde bajo elecciones directas (se postergan 1 año las elecciones municipales pautadas para finales del 2012) |
| 2013 - 2017                        | Alberto Mora                     | PSUV                       | 46,48      | Sexto alcalde bajo elecciones directas                                                                                 |
| 2017 - 2021                        | Joana Sánchez                    | PSUV                       | 66,07      | Séptimo alcalde bajo elecciones directas                                                                               |
| 2021 - 2025                        | Joana Sánchez                    | PSUV                       | 55,47      | Reelecto |
| Fuente: Consejo Nacional Electoral |                                  |                            |            | |

### Concejo municipal
Período 2021 - 2025
| Concejales:           | Partido político / Alianza |
| --------------------- | -------------------------- |
| Nardy Martínez        | PSUV                       |
| Jhoan Rojas           | PSUV                       |
| Jhoan Zambrano        | PSUV                       |
| Claribel Lugo         | PSUV                       |
| Monica Herrera        | PSUV                       |
| Luis Vivas            | PSUV                       |
| José Rojas            | PSUV                       |
| Williams Villegas     | PSUV                       |
| Jose Gregorio Higuera | MAS                        |